# Tajgamurarbi
Tajgamurarbi (Osmia disjuncta) är en biart som beskrevs av Borek Tkalcu 1995.
Tajgamurarbiet ingår i släktet murarbin och familjen buksamlarbin. Inga underarter finns listade i Catalogue of Life.

## Beskrivning
Tajgamurarbiet är ett slankt bi med svart grundfärg. Honan har lång, brungul päls på huvudet, mellankroppen och tergit 1, medan pälsen på tergit 2 är kortare och ljusare brun. De följande tergiterna har kort, svart behåring. Behåringen på undersidan av mellankroppen, liksom benen, är ljusbrun. Honans scopa, hårborsten för polleninsamling på buken, är helsvart. Endast honan har beskrivits, men hanen antas likna henne. Kroppslängden är omkring 9 mm.

## Utbredning
Arten var tidigare endast känd från östra Sibirien och Mongoliet, men två nordiska entomologer rapporterade 2017 att sammanlagt fyra exemplar från Sverige (Bjurholm i Ångermanland), Finland (ett exemplar i Ivalo i Lappland och ett i Paldamo i Kajanaland i mellersta delen av landet) samt nordvästra Ryssland (Nikel på Kolahalvön) nu har visat sig vara tajgamurarbi. Det svenska fyndet gjordes 2011 i en insektsfälla i en ekopark i Vindeln i Västerbotten. Detta svenska fynd ledde senare till att tre övriga, redan insamlade, exemplar från norra Skandinavien och Ryssland som fanns i museisamlingar också kunde visas vara tajgamurarbi. Senare har arten påträffats på fler platser i Ryssland.
I Sverige och Finland är arten klassificerad som "Bofast och reproducerande" respektive "Väletablerad", ben båda Artdatabanken och Finlands artdatacenter listar den under kunskapsbrist.

## Ekologi
Litet är känt om artens ekologi, men den artas främst flyga till lingon, blåbär och videväxter, även om den dessutom påträffats på maskros. Flygtiden tros vara mellan juni och början av juli.